# Chợ Âm Dương
Xem các chợ cùng tên khác tại chợ Âm Phủ
Chợ Âm Dương (còn gọi là chợ Âm Phủ) là một chợ đặc biệt theo quan niệm là nơi người chết và người sống có thể gặp nhau, họp tại một vài nơi trên cả nước, đặc biệt là ở Bắc Ninh, Việt Nam có 2 chợ âm dương là chợ Ó và chợ Chằm.

## Chợ Ó - Võ Cường, Thành phố Bắc Ninh, tỉnh Bắc Ninh
Họp chợ
Chợ họp ở địa phận làng Ó, xã Võ Cường, thành phố Bắc Ninh. Tương truyền ngày xưa đó là bãi chiến trận và đã có rất nhiều người chết trong các cuộc giao tranh. Là chợ đặc biệt nên chợ Âm Dương chỉ họp duy nhất mỗi năm một lần vào đêm mùng 4 rạng mùng 5 Tết Nguyên Đán (tức mùng 4, mùng 5 tháng Giêng âm Lịch).
Theo quan niệm của mọi người dân trong vùng, thì chợ họp là cơ hội hiếm có cho người chết và người sống được gặp nhau. Chợ bắt đầu họp vào lúc "lên đèn" trên một bãi đất trống, cạnh một ngôi miếu có tiếng linh thiêng trong vùng. Đây là chợ mà không có lều quán, không sử dụng đèn nến để thắp sáng. Nhiều người đi chợ thường mang theo một con gà đen được chăm sóc cẩn thận trước đó để làm vật tế thần. Tuy không có lều quán nhưng trong chợ cũng có nhiều hàng mã, hương, nến, cau, trầu...
Hàng hóa
Chợ không phải là nơi mua may bán rủi như nhiều chợ nơi khác. Trong chợ người mua không ai mặc cả, người bán không đếm lại tiền người mua trả. Trong bóng đêm chỉ thấy bóng người đi lại và tiếng thì thào to nhỏ. Người ta hầu như không quan tâm nhiều đến việc "mua may bán rủi" như ở một số chợ khác. Chợ họp là dịp để người cõi trần gặp người cõi âm. Ở đầu chợ, người ta đặt một chậu nước để thử tiền âm hay tiền dương. nếu đồng tiền đó nổi lên thì là tiền người âm còn chìm xuống là tiền của người dương. Sáng hôm sau, có người xem trong túi đựng tiền của mình chỉ toàn là vỏ hến, lá dong... thậm chí có cả mẩu yếm sồi.
Ý nghĩa: Những ai đi chợ đều vui vẻ, thoải mái, họ quan niệm rằng đó là dịp làm phúc, làm điều thiện với người đã chết. Cuộc sống tâm linh của họ sẽ thanh thản hơn.
Chợ tan khi còn đêm. Sau khi tan chợ, những người đi chợ lại mời nhau uống nước ăn trầu và hát quan họ Bắc Ninh.
Đây là một hình thức sinh hoạt văn hóa mang đậm màu sắc tín ngưỡng dân gian rất đặc trưng của vùng Kinh Bắc. Người ta quan niệm rằng, có như vậy thì việc làm ăn hay mùa vụ năm đó mới được thuận lợi.

## Chợ Chằm - Mão Điền, thị xã Thuận Thành, tỉnh Bắc Ninh
Họp chợ
"Chợ âm dương" họp ở xã Mão Điền, thị xã Thuận Thành, tỉnh Bắc Ninh: có tên gọi là "chợ Chằm". Chợ Chằm là một chợ dân sinh nhỏ, phục vụ nhu cầu mua sắm của nhân dân trong xã Mão Điền cũng như vùng lân cận. Bình thường, chợ không họp liên tục, mà chỉ họp ấn định vào các ngày mùng 4, 9, 14, 18, 24, 28 trong tháng, theo lịch âm. Tuy nhiên chỉ có phiên chợ tết ngày mùng 4 tháng Giêng (4/1 - âm lịch) là được gọi là "chợ âm dương".
Nguồn gốc
Bởi vì, tương truyền nơi đây trước kia cũng là nơi chiến trường đẫm máu (từ thời phong kiến xa xưa), số người chết nhiều không kể xiết. Theo quan niệm duy tâm xưa, các oan hồn này không được siêu thoát, mà bị lưu vong ở dưới địa ngục (không được đầu thai), chỉ đến dịp tết hàng năm mới được "hồn lên dương thế" quay lại nơi mình đã chết trước kia.
Chuyện kể rằng, từ sau năm có chiến tranh không lâu, người dân họp chợ ngày mùng 4 tháng Giêng hay gặp những chuyện lạ thường như: đi mua bán hay bị đưa tiền giả, mang về nhà mới biết (tiền xu bị biến thành đất, lá chuối khô,...), người dân nghi là do các oan hồn chiến sĩ đã về đi chợ mua hàng, họ trả tiền âm phủ, ở chợ có quá nhiều âm khí nên không nhận ra được. Ban đầu nhân dân trong vùng cũng nhờ thầy về cúng xua đuổi tà ma, nhưng không nổi vì âm khí quá nặng. Sau đó họ được thầy bày cho cách là khi đi chợ thì mang theo một thau nước (nhất là người bán), kiểm tra tiền chỉ cần thả vào nước là biết, nếu chìm là tiền thật, nổi là tiền giả!
Do đã có cách phân biệt tiền âm, tiền dương, hơn nữa mỗi năm người âm cũng chỉ lên có một lần, nên người ta vẫn tiến hành họp chợ bình thường.
Cho đến thời gian gần đây (thời phong kiến trước Cách mạng tháng Tám), mặc dù không mua bán được bằng tiền âm, nhưnng dường như các hồn vẫn muốn tranh thủ cơ hội lên trần đi chợ ngắm cảnh, tham quan - nên người ta vẫn thi thoảng có những câu chuyện ly kỳ chứng tỏ người âm lên trần, mặc dù thưa thớt dần đi.
Hiện tại
Cho đến bây giờ, thì người dân trong vùng đã không đi họp chợ vào ngày mùng 4 tháng Giêng nữa, coi như nhường hẳn cho người âm không gian khu chợ trong ngày đó.
Cũng chính vì có chợ Âm - Dương đặc biệt này đã kéo theo một phong tục khác là ngày hóa vàng sau dịp tết ở Mão Điền mọi nhà đều cúng vào sáng mồng 4 tết âm lịch, với ý nghĩa để linh hồn tổ tiên (cõi âm) đi chợ luôn ngày hôm đó (trong khi các địa phương khác lân cận thường cúng hóa vàng hết tết vào mồng 3 tết âm lịch, hoặc không cố định, tùy gia đình).